# Quiabelagayo
Quiabelagayo o Quiebalagayo (Quie-Beloo-Gaayo) (in lingua zapoteca ossia “5 Fiore” o “Collina di 5 Canna”, da Quie “collina”, Bela “canna o pietra” e Gayo “cinque”) era una divinità zapoteca venerata nella regione di Macuilxóchitl. Potrebbe essere una variante regionale della divinità dell'amore Pitao-Xicala. Il suo nome ci è trasmesso dalla Relación Geográfica de Macuilxóchitl risalente al 1580.